# Parepilysta woodlarkiana
Parepilysta woodlarkiana är en skalbaggsart som beskrevs av Stefan von Breuning 1976. Parepilysta woodlarkiana ingår i släktet Parepilysta och familjen långhorningar. Inga underarter finns listade i Catalogue of Life.